# Exxen
Exxen es una productora audiovisual y servicio de transmisión por suscripción de Turquía. Propiedad de Acun Medya, es una empresa turca de producción y adquisición de derechos de televisión. Exxen se lanzó el 1 de enero de 2021. Exxen produce su propio contenido, además de poseer varios derechos de transmisión de producciones extranjeras y eventos deportivos.

## Historia

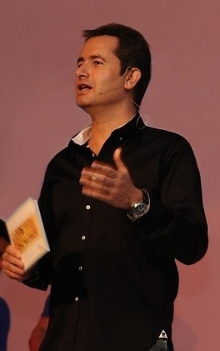
Acun Ilıcalı (en la foto de 2010) es el actual presidente de Exxen a partir de 2021

Exxen se estableció y registró comercialmente en Turquía en 2017. La plataforma fue anunciada por primera vez por el magnate de medios turcos Acun Ilıcalı a través de su cuenta de Instagram el 24 de septiembre de 2020. El nombre de la plataforma fue sugerido por Ali Taran, ejecutivo de marketing turco que anteriormente se asoció con Ilıcalı en varios programas. En la fase inicial, la empresa contrató alrededor de 1500 empleados para ejecutar sus operaciones. Posteriormente, se reveló que el presupuesto anual de la plataforma sería de 900 millones de TRY. Lanzada el 1 de enero de 2021, el número de usuarios de la plataforma alcanzó los 500 000 usuarios tres días después del lanzamiento, según un comunicado de Ilıcalı a través de su cuenta de redes sociales.
En junio de 2021, Exxen anunció que compró los derechos de transmisión de la UEFA Champions League y la UEFA Europa League durante tres temporadas consecutivas, a partir de 2020-21.